# 国家地方警察

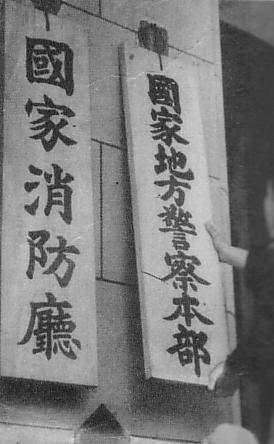
国家地方警察の開設

国家地方警察（こっかちほうけいさつ）は、1948年（昭和23年）1月1日から1954年（昭和29年）6月30日までの間存在した旧警察法（昭和22年法律第196号）により設置された日本の警察組織。略称は国警。旧内務省警保局（現・警察庁）に相当する中央機関として国家地方警察本部が設けられていた。

## 概要
国家地方警察は、自治体警察（自治警）が設置された区域を除く小規模な町村（人口5,000人未満の町村）での警察事務を担うとされていたが、実際は国家地方警察本部が全国の都道府県国家地方警察本部の指揮権、国家非常事態の際の警察統合権、警察教養施設管理権、通信施設管理権を握っており、自治体警察に対して優位な立場にあった。財政的余力のない自治警は国警の持つ施設に頼るしかなく、国警本部は全国の自治警に対し、各地のストライキの状況、日本共産党の動向、治安状況といった警備公安に関する報告を要求し、事実上全国の警察を指揮していた。
1951年（昭和26年）、旧警察法の第一回改正により、1.国警の定員を5000人増加すること、2.自治警の管轄内でも国警が処理しうること、3.町村警察を住民投票で廃止し、国警に統合できること、4.国警・自治警間の情報交換を強めて相互協力をすることが定められた。これによって、平均町村財政の4分の1を超える町村警察の巨額の財政負担に耐えられなくなった町村による自治体警察の廃止と警察権の返上が相次ぎ、1951年9月には1314あった町村警察のうち1024が廃止され、1953年（昭和28年）初頭には、全国の自治体警察の総数は146にまで激減し、1954年時点で、自治体警察は五大市警とわずかな町村を残すのみとなっていた。
1952年（昭和27年）8月、旧警察法の第二回改正により、1.国家公安委員会による国警長官の完全な任命権を、「内閣総理大臣の意見を聞いて」任命することに改め、事実上の任命権を総理大臣に委ねること、2.東京都の警察長（警視総監）の任命も「内閣総理大臣の意見を聞いて」都公安委員会が任命すること、3.内閣総理大臣は国家公安委員会の意見を聞いて、各公安委員会に必要な指示をおこなうことができると定められた。この改正は、全国の警察を総理大臣と警察官僚の指揮下に置くことを狙ったものだった。
1954年（昭和29年）に新警察法が施行されたことにより、国家地方警察と自治体警察は廃止され、新たに警察庁と都道府県警察からなる中央集権的国家警察が再登場することになった。

## 国家公安委員会
国家地方警察の「行政管理」のため、内閣総理大臣の所轄の下に国家公安委員会が置かれた（1948年から1954年6月までの間、委員長は国務大臣ではなかった）。
委員は5人によって構成され、警察職員または職業的公務員の前歴のない者の中から、国会の同意を得て内閣総理大臣が任命する。5人のうち3人以上は同一政党に属する者であってはならないと規定された。委員の互選により委員長が選出された。
1954年7月、新警察法施行によって国家地方警察が廃止されると同時に、内閣の責任を明確化すべく、委員長に国務大臣を充てることになった。

## 国家地方警察本部
国家地方警察の中央機関及び国家公安委員会の事務部局として国家地方警察本部が設けられた。国家地方警察本部長官が部務を掌理し、国家公安委員会に対して責任を負った。前身は内事局第一局。

### 組織
1948年（昭和23年）時点
- 総務部
  - 秘書課、企画課、会計課
- 警務部
  - 人事課、教養課、装備課
- 刑事部
  - 防犯課、捜査課、鑑識課、調査統計課
  - 科学捜査研究所
- 警備部
  - 警備第一課、警備第二課、警ら交通課
- 通信部
  - 通信総務課、有線通信課、無線通信課、通信調査課
- 警察大学校
- 皇宮警察本部

### 歴代国家地方警察本部長官
1. 斎藤昇

## 地方機関
日本全国を6つの警察管区に分けて、各管区ごとに警察管区本部（現在の管区警察局）が新たに設置された。管区警察局とは異なり、警察管区本部の所在地が当該警察管区の名称となっているほか、現在の管区警察局には含まれていない北海道や東京都も含まれている。
各警察管区には管区警察学校が設けられた。

### 警察管区一覧
- 札幌警察管区
  - 北海道の国家地方警察を管轄する。
- 仙台警察管区
  - 青森県、岩手県、秋田県、宮城県、山形県、福島県の国家地方警察を管轄する。
- 東京警察管区
  - 東京都、茨城県、千葉県、群馬県、栃木県、埼玉県、神奈川県、新潟県、山梨県、長野県、静岡県の国家地方警察を管轄する。
- 大阪警察管区
  - 大阪府、京都府、兵庫県、奈良県、和歌山県、滋賀県、富山県、石川県、福井県、岐阜県、愛知県、三重県の国家地方警察を管轄する。
- 広島警察管区
  - 広島県、岡山県、山口県、鳥取県、島根県、徳島県、香川県、愛媛県、高知県の国家地方警察を管轄する。
- 福岡警察管区
  - 福岡県、佐賀県、長崎県、熊本県、大分県、宮崎県、鹿児島県の国家地方警察を管轄する。

## 都道府県国家地方警察
国家地方警察の「運営管理」については都道府県に機関委任事務として委任されていた。
機関委任事務たる都道府県国家地方警察を運営するために、都道府県知事の所轄の下に都道府県公安委員会が置かれ、事務部局として国家地方警察都道府県本部が設けられた。
機関委任事務であるため、経費は国庫負担である。

## 国家地方警察官の身分
国家地方警察の警察官は、一般職の国家公務員である。都道府県国家地方警察に所属する警察官も、現在の都道府県警察の警察官とは異なり、地方事務官としての国家公務員であった。
階級に応じて一級官（旧勅任官）から三級官（旧判任官）に任じられた。